# Bad Apple!!

「【东方】Bad Apple!!　ＰＶ【影絵】」的影片片段

《Bad Apple!!》原为東方Project在PC-98平台发布的旧作《東方幻想鄉 ～ Lotus Land Story.》的三面道中背景音乐，知名于根据该曲改编的《Bad Apple!! feat.nomico》和基于該改编曲所创作的著名视频。

## 歷史
1998年8月，ZUN在PC-98平台上推出了东方Project的射擊遊戲第四作《東方幻想鄉 ～ Lotus Land Story.》，《Bad Apple!!》是该游戏中第3關的背景音樂。2007年，同人音乐组织Alstroemeria Records根据《Bad Apple!!》原曲的其中一段主旋律重编了本曲，由于是nomico演唱，故将该曲命名为《Bad Apple!! feat.nomico》，收录于專輯《Lovelight》，发布于第4次博丽神社例大祭，并于2008年1月首次出现在niconico上。
2008年6月，一名为Μμ的Niconico動畫用户想制作一部基于Bad Apple!! feat.nomico的MAD，但基于视频制作技术的不足，于是只上传了一部类似分镜描述的草稿片至niconico，希望有其他用户能制作出来，于是开始了该影片的大量MAD制作比拼。直到2009年10月，由あにら上传的以2D黑白影绘为主题的《【东方】Bad Apple!!　ＰＶ【影絵】》影片才初步结束了该轮比拼。截至2025年2月，该PV影片在niconico动画上的播放數累計達3090萬次，其出色的演绎效果被人们所认同并视为最能体现该改编曲的版本。2017年，Alstroemeria Records发布Bad Apple!!十周年remixes专辑。
《Bad Apple!!》被多个音乐游戏收录为游戏曲目。2013年，《Bad Apple!!》被《节奏大师》收录为游戏曲目。2018年，《太鼓达人》（任天堂Switch版）宣布将《Bad Apple!!》列入游戏收录曲目中。2020年3月20日《BanG Dream! 少女乐团派对》公开了Roselia乐队的翻唱版本。2021年2月1日，东方弹幕神乐在发布前6个月即宣布收录本曲。2021年9月28日，喵斯快跑在与东方Project的联动中收录本曲。2024年5月4日，《世界计划 缤纷舞台！ feat.初音未来》公开了25时，Nightcord见。的翻唱版本。

## 影响
在原作者ZUN发布准许并限制二次创作的消息之下，东方系列刺激了同人界的创作潮流。在互联网上，由于图像只有黑白两色，容易被改编为许多实现版本，如扫雷版、任务管理器版等，甚至有人将其改编在Apple II上播放，被认为如同“Hello World”那样作为显示装置的演示测试例子。